# Signum (tidskrift)
Signum – Katolsk orientering om kyrka, kultur och samhälle är en svensk fristående religiös kulturtidskrift.
Signum grundades 1975 som uppföljare till Credo – katolsk tidskrift, grundad 1920, och Katolsk informationstjänst, grundad 1963. Signum utges sedan 2001 av den katolska teologiska högskolan Newmaninstitutet i Uppsala.
Pappersutgåvan av Signum utkommer med åtta nummer per år.
Chefredaktör är Ulf Jonsson.